# Francisco Morato
Pour les articles homonymes, voir Morato.
Francisco Morato est une ville brésilienne de l'État de São Paulo. Sa population était estimée à 170 585 habitants en 2006. La municipalité s'étend sur 49 km2.

## Maires
| Période | Période  | Identité            | Étiquette | Qualité |
| ------- | -------- | ------------------- | --------- | ------- |
| 2009    | 2012     | Zezinho Bressane    | PT        |         |
| 2012    | 2017     | Marcelo Cecchettini | PV        |         |
| 2017    | En cours | Renata Sene         | PRB       |         |